# Go Go Berlin
Go Go Berlin er et dansk rockband, der blev dannet i Silkeborg i 2010. Bandet har siden udgivet tre album og to ep'er.

## Diskografi

### Studiealbum
- New Gold (2013)
- Electric Lives (2015)
- The Ocean (2019)

### Singler
- "Raise Your Head" (2013)
- "Castles Made of Sand" (2014)
- "Darkness" (2014)
- "Electric Lives" (2015)
- "Kids" (2015)
- "Here Comes the Darkness" (2018)
- "I never meant to" (2020)